# Frieda Nugel
Frieda Nugel (Cottbus, 18 de junho de 1884 – Bad Godesberg, 6 de novembro de 1966) foi uma matemática alemã, uma das primeiras mulheres da Alemanha a obter um doutorado em matemática. Obteve um doutorado na Universidade de Halle-Wittemberg em 1912, orientada por August Gutzmer.

## Formação
Nugel foi a quarta de seis filhos de um músico, Friedrich Arthur Nugel. Nasceu em 18 de junho de 1884 em Cottbus, onde frequentou a Mädchen-Mittelschule (Escola Secundária Feminina) até 1901, depois começou a estudar na Höhere Mädchenschule (Escola Superior Feminina) até 1906. Pouco depois completou o exame estatal de professora em Berlim. Retornando a Cottbus, trabalhou como professora particular para a família Von Werdeck, antes de fazer o nível final dos exames de matemática alemã sob a tutela de Rudolf Tiemann.

## Carreira
Em 1906 Nugel recebeu o certificado de professora e começou a trabalhar como instrutora particular para a família Werdeck perto de Cottbus. Depois de terminar seus estudos na Luisenstädtische Oberschule em 1907, começou os estudos universitários em Berlim. Mudou-se para Munique em 1909 e mudou-se novamente para Halle no mesmo ano. Ela assumiu o cargo de professora em uma escola para meninas em Cottbus, mas lecionou lá apenas por dois anos, até seu casamento com Louis Hahn em 1914. O primeiro de seus quatro filhos nasceu em 1915. Mudou-se com o marido para Altena e depois para Emden, a cidade natal de seu marido, onde ele trabalhou na empresa de jornais de sua família. Ela lecionou intermitentemente em duas escolas locais de 1914 a 1918, durante a Primeira Guerra Mundial, mas então até 1927 lecionou apenas em particular, também publicando trabalhos que promoviam os direitos civis e uma melhor educação para as mulheres.
Em 1927, após o colapso da empresa jornalística de seu marido, Nugel conseguiu um emprego de meio período em uma escola em Emden. Em 1930 seu cargo lá se tornou permanente, embora com um salário menor do que os homens de sua escola. As disciplinas que ela lecionou durante este tempo incluíam matemática, física e alemão. Entre 1939 e 1945 ela testemunhou o bombardeio da cidade de Emden, como parte da Segunda Guerra Mundial, e a escola foi forçada a se mudar para Bad Wildungen; seus dois filhos serviram como oficiais na guerra e foram mortos em 1944.
Nugel aposentou-se em 1945 aos 61 anos de idade. Seu marido morreu de uma doença em 1952. Em 1955 ela mudou-se para Bad Godesberg, a fim de se conectar com sua família restante. Em 1962 a Faculdade de Matemática e Ciências Naturais de Halle concedeu-lhe o prêmio "Golden Doctoral Diploma", no 50º aniversário de sua tese de 1912. Ela morreu em 6 de novembro de 1966 na cidade de Bad Godesberg.

## Obras publicadas
- Die Schraubenlinien. Eine monographische Darstellung (1912) [1]
  - The helices. A monographic illustration., was Nugel's dissertation piece at the University of Halle-Wittenberg.
- Die deutsche Hausfrau und der Krieg (1916)[2]
  - The German Housewife and the War details the German wife's struggle of maintaining the household during war times, while also pursuing their own personal life goals. Begins with a quote from Gertrud Bäumer, one of the leading figures in the German woman's movement.
- Frauenbewegung und Kinderemanzipation (1919)[2]
  - The Women's Movement and Child Emancipation warns the women's movement against diluting their goals by taking on "strained aspirations", such as the children's emancipation movement.
- Die Frau in der Gemeindeverwaltung (1921)[2]
  - The Woman in Local Administration calls for younger women to exercise their newly found right to vote, and educate themselves on candidates and political issues in order to make these decisions in a responsible and informed manner.
- Das Oberlyzeum (1924) [1]
  - The Oberlyzeum was a manuscript for an essay to be put into a daily newspaper, expressing observations Nugel made as a teacher.
- Staat und Stadt Hamburg: Die dreijährige Grundschule vom Standpunkt der Mutter (1925)[2]
  - State and City of Hamburg: The Primary School From a Mother's Standpoint was a piece detailing the pros and cons in the methods of transition from primary into secondary school.